# 突尼西亞國旗
突尼西亞國旗 （阿拉伯语：‎）于1959年成为国旗，于1831年制定。是一面紅色的旗幟。中間新月抱星的圖案是伊斯蘭教和好運的象徵，而且是代表了當地曾經被奥斯曼帝国統治的歷史。因此，国旗富有伊斯蘭教和奥斯曼帝国两种风格。

## 歷史旗幟

法屬突尼斯非正式旗幟（1881-1956）

殖民地時期，法國政府在國旗上加上一面法國國旗，如同其他法國殖民地國旗的樣式。

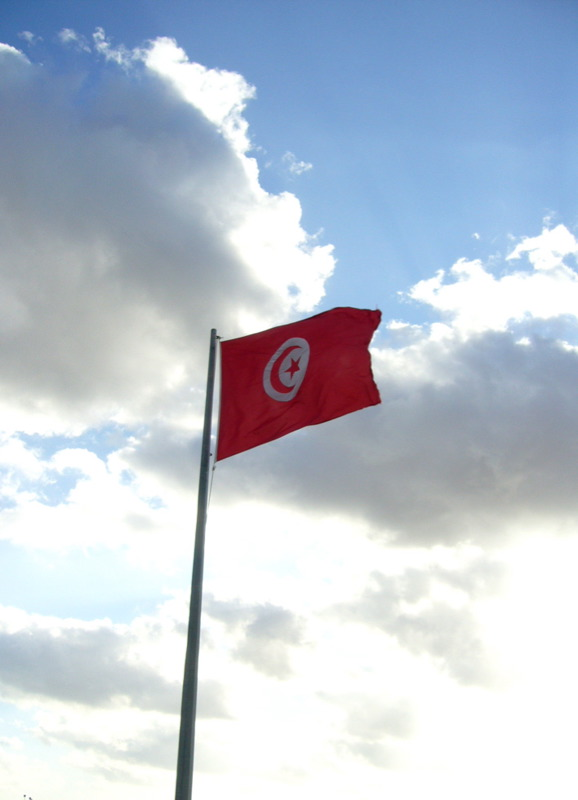
飘扬的突尼斯国旗